# Uno Palm
Uno Gunnar Palm, més conegut com a Uno Palm   (Ulricehamn, 3 de maig de 1944 - 14 d'agost de 2010), fou un pilot de motocròs suec que tingué activitat en aquest esport durant una vintena d'anys, formant part del Ulricehamns Motorklubb (UMK). Durant la dècada del 1970 va ser un dels més reeixits participants del Campionat del Món de motocròs en 250cc, havent-s'hi classificat entre els deu primers durant quatre anys seguits. A banda, practicà també l'enduro amb èxit.
L'agost del 2010 es va morir de càncer, a l'edat de 66 anys.

## Trajectòria esportiva
De ben jove es va interessar pel motociclisme i, especialment, pel motocròs. A 15 anys es va comprar el seu primer ciclomotor i l'any següent es va treure el permís de conduir. Després, es va comprar una Husqvarna Guldpil 200cc, però aviat es va cansar de circular-hi per carretera i es va decantar pel motocròs. Va disputar-ne la seva primera cursa el 1962, a 18 anys. També va provar l'enduro i va participar en la Novemberkåsan els anys 1962 i 1963 (fou el primer pilot d'Ulricehamn a participar-hi). Aquest any, es va comprar la seva primera motocicleta de motocròs, una Lindström 250cc.
El 1965 va debutar al campionat de Suècia júnior amb una Husqvarna 250cc, consistent a una sola prova celebrada prop d'Eksjö. Va acabar-hi el segon, a 13 segons del guanyador. Aquest resultat el va fer pujar a la categoria sènior per al 1966.
Va aconseguir guanyar una prova al campionat de Suècia de 250 el 1967 i en va ser subcampió després d'una bona temporada. El 1968 va guanyar diverses proves importants, tant individualment com en equip (entre aquestes, el Campionat Nòrdic per equips). Aquell any, a més, acabà tercer al campionat de Suècia (aconseguí el primer i segon lloc a totes les curses en què participà) i va debutar en el campionat mundial de 250cc. L'any següent, fou subcampió de Suècia de 250cc i el 1970, campió. Aquell any, a més, començà a destacar a escala internacional i fou el millor suec al mundial de 250cc, on acabà sisè de la general.
Husqvarna el va seguir patrocinant el 1971, juntament amb els altres oficials de la marca als 250cc Håkan Andersson i Thorleif Hansen. Palm i Andersson varen rebutjar la nova versió de la moto amb cinc velocitats i van seguir amb la de quatre de la temporada anterior. Palm, després de situar-se tercer en la classificació provisional, es va lesionar i es va perdre algunes rondes del campionat abans de poder-lo reprendre, per la qual cosa va acabar en sisè lloc final. Al campionat de Suècia fou tercer, i al Trophée des Nations de Holice, Txecoslovàquia, com a membre de l'equip suec acabà en segona posició darrere la selecció de Bèlgica.
El 1972 fou el segon millor suec al mundial de 250cc per darrere d'Andersson i, després de diversos podis, va acabar cinquè a la general, el seu millor resultat al campionat. El 1973 abandonà Husqvarna per a passar a Puch, marca que el fitxà per tal de posar a punt el seu model de motocròs juntament amb Harry Everts. Els seus resultats no foren bons i la temporada següent tornà a Husqvarna. Uno Palm, ja en la trentena, no tornà a destacar en el mundial des d'aleshores i el 1976 fou la seva darrera temporada en aquesta competició. Finalment, el 25 d'agost de 1980, a 36 anys, Palm va córrer la seva darrera cursa de motocròs al seu poble, Ulricehamn, i va aconseguir guanyar-la.
Dins la disciplina de l'enduro, a banda de la Novemberkåsan va participar sis anys en una altra dura prova sueca, la Gotland Grand National, i la va guanyar en quatre ocasions entre el 1985 i el 1993.

## Palmarès al Campionat del Món de Motocròs
| Any  | Motocicleta | 250cc |
| ---- | ----------- | ----- |
| 1968 | Husqvarna   | 25è   |
| 1969 | Husqvarna   | 17è   |
| 1970 | Husqvarna   | 6è    |
| 1971 | Husqvarna   | 6è    |
| 1972 | Husqvarna   | 5è    |
| 1973 | Puch        | 9è    |
| 1974 | Husqvarna   | 30è   |
| 1975 | Husqvarna   | 13è   |
| 1976 | Husqvarna   | 20è   |